# Sinopodophyllum hexandrum
Sinopodophyllum es un género monotípico de plantas  perteneciente a la familia Berberidaceae. Su única especie: Sinopodophyllum hexandrum (Wall.ex Royle) T.S.Ying, es originaria de Asia.

## Descripción
Las plantas alcanzan un tamaño de 20-50 cm de altura. Tallos solitarios, angulados, glabros. Pecíolo 10-25 cm; limbo orbiculare de 11-20 × 18-30 cm, fino como de papel, envés pubescente, adaxial glabra, base cordada, el ápice de los lóbulos agudos o acuminados, margen entero o toscamente dentado, los dientes apiculados. Pétalos obovados u obovados-oblongas, 2.5 a 3.5 × 1.5 a 1.8 cm. Estambres  1,5 cm; filamentos ligeramente más cortas que las anteras, 4-6 mm; anteras linear, 5-7 × 1.2 a 1.9 mm, ápice redondeado, obtuso; anteras conectivo no prolongado. Pistils ca. 1,2 cm; ovario con placentación parietal, estilo corto, 1-3 mm. Baya roja, ovoide-globosa, de 4-7 x 2,5-4 cm, carnosa. Semillas marrón, ovoide-triangular. Fl. May-Jun, fr. Julio-septiembre.

## Distribución y hábitat
Se encuentra en los bosques, matorrales, márgenes de bosques húmedos, lugares de malezas, prados, a una altitud de 2200-4300 metros en Gansu, Qinghai, Shaanxi, Sichuan, Xizang, Yunnan y en Afganistán, Bhután, India, Cachemira, Nepal, Pakistán.

## Taxonomía
Sinopodophyllum hexandrum fue descrita por (Royle) T.S.Ying   y publicado en Flora Xizangica 2: 119. 1985.
Sinonimia
- Podophyllum emodi Wall. ex Royle
- Podophyllum emodi var. chinense Sprague
- Podophyllum hexandrum Royle basónimo
- Podophyllum sikkimensis Chatterjee & Mukerjee
- Sinopodophyllum emodi (Wall. ex Royle) T.S. Ying	[3]